# Trogmuscheln
Die Trogmuscheln (Mactridae) sind eine Muschelfamilie aus der Überordnung der Imparidentia. Insgesamt werden derzeit etwa 100 Arten zur Familie Mactridae gestellt, die hauptsächlich eingegraben in sandigem Substrat leben. Die ältesten Vertreter der Familie stammen aus dem Valanginium (Unterkreide).

## Merkmale
Das gleichklappige  Gehäuse ist meist groß und bauchig oder auch seitlich komprimiert. Sie sind im Umriss quereiförmig bis gerundet dreieckig und häufig annähernd gleichseitig. Bei ungleichseitigen Gehäusen sitzen die prosogyren Wirbel vor der Mittellinie. Sie klaffen häufig an Hinter- und Vorderende. Der hintere Gehäuseabschnitt weist häufig einen vom Wirbel zum unteren Hinterende verlaufenden Kiel auf.
Das Ligament befindet sich extern und intern. Während der externe Anteil sehr klein ist (oder auch fehlen kann), sitzt der interne Anteil in der Ligamentgrube (Resilifer) oder einem löffelförmigen Chondrophor. Das Schloss weist in der linken Klappe einen großen, umgekehrt v-förmigen Haupt- oder Kardinalzahn auf Die rechte Klappe besitzt zwei Kardinalzähne. Häufig sind noch Lateralzähne oder seitliche Lamellen vorhanden.
Die Schale relativ dünnwandig, aber fest. Die Oberfläche ist glatt, oder konzentrisch mit Anwachsstreifen ornamentiert. Das Periostracum ist meist kräftig und glänzend. Es ist über beide Klappen hinweg miteinander verbunden und bildet eine Art sekundäres Ligament.
Die Siphonen sind meist ziemlich lang (im Verhältnis zu anderen Muschelgruppen); die Länge variiert jedoch innerhalb der Trogmuschel-Arten oft beträchtlich. Sie sind meist bis zur Spitze hin miteinander verwachsen und von Periostracum bedeckt. Die Mantelbucht ist im Allgemeinen tief und gerundet. Der Fuß ist sehr kräftig und kann nicht nur zum Graben, sondern sogar zum Springen benutzt werden. Die zwei Schließmuskeln sind in etwa gleich groß.

## Geographische Verbreitung, Lebensraum und Lebensweise
Die Trogmuscheln sind weltweit verbreitet. Die meisten Arten der Familie leben mehr oder weniger tief eingegraben in schlickigem, sandigem oder auch kiesigem Sediment. Sie strecken lediglich die Siphonen aus der Wohnröhre an die Sedimentoberfläche, um zu atmen und Nahrungspartikel einzustrudeln. Das Hauptvorkommen ist unterhalb der Niedrigwasserlinie in der Gezeiten- und Brandungszone.

## Wirtschaftliche Bedeutung
Viele der Arten aus der Familie der Trogmuscheln sind essbar und werden, allerdings meist nur lokal, gesammelt (oder gefischt) und auf Fischmärkten verkauft.

## Taxonomie

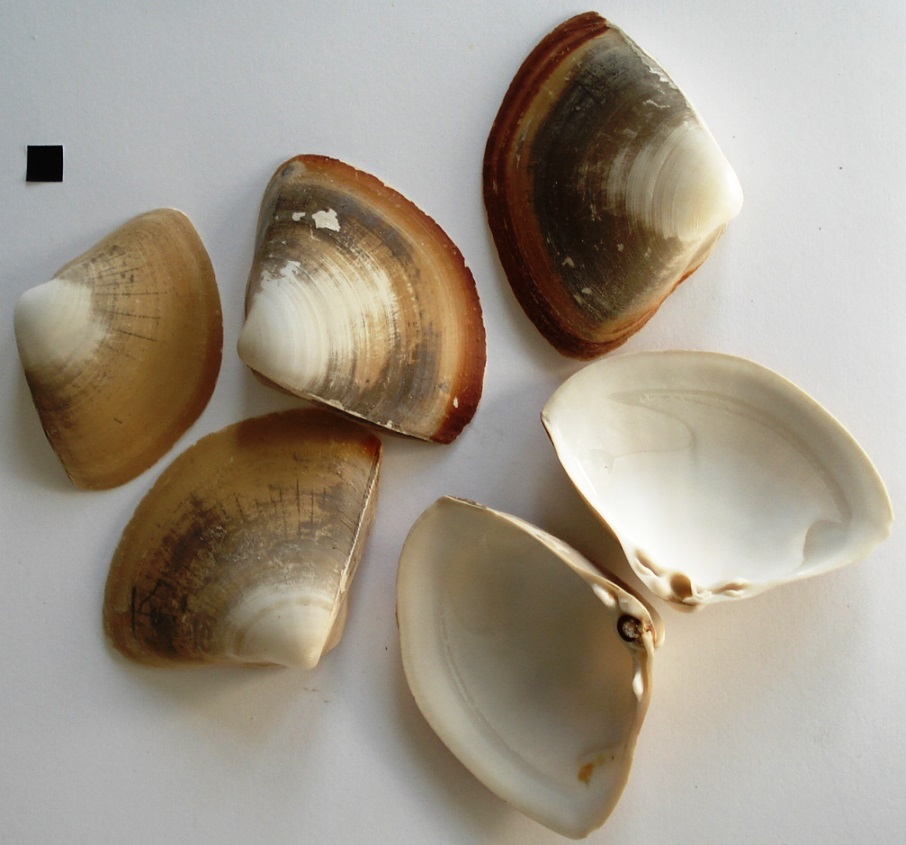
Scissodesma spengleri (Linnaeus, 1767) von der Küste Südafrikas

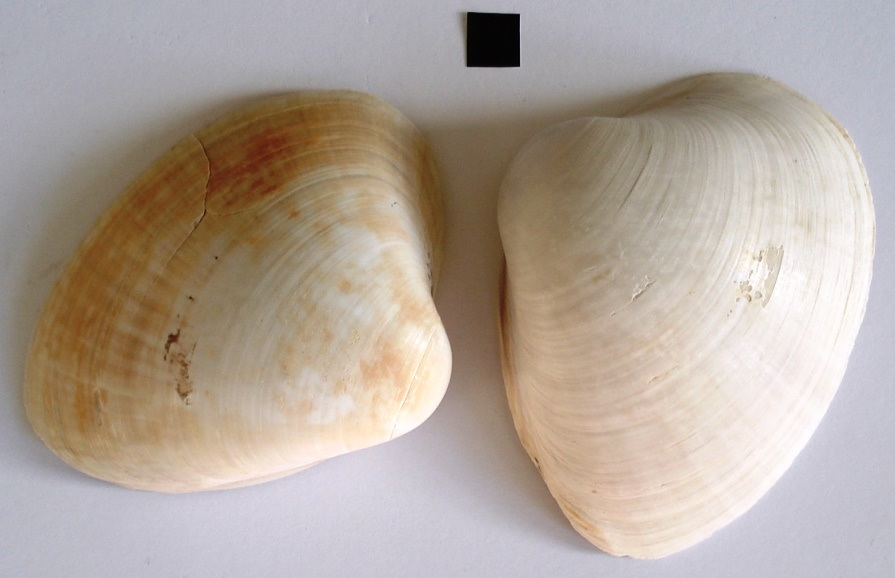
Mactra glabrata (Linnaeus, 1767) von der Küste Südafrikas

Das Taxon wurde von Jean-Baptiste de Lamarck als Les mactracées eingeführt. Da der Name bei der späteren Latinisierung Lamarck zugeschrieben wurde, gilt Lamarck auch in der neueren wissenschaftlichen Literatur als der Autor des Taxons. Manche Autoren gliedern die Familie noch in fünf (sieben?) Unterfamilien: Kymatoxinae Stenzel & Krause, 1957, Lutrariinae Adams & Adams, 1856, Mactrinae Lamarck, 1809, Pteropsellinae Keen, 1969 und Zenatiinae Dall, 1895 sowie mit Fragezeichen Resaniinae Marwick, 1931 und Tanysiphoninae Scarlato & Starobogatov, 1971.
- Familie Mactridae Lamarck, 1809
  - Aktschagylia Starobogatov, 1970[4]
  - †Aliomactra Stephenson, 1952 (Oberkreide)[5]
  - Anatina Schumacher, 1817
  - Austromactra Iredale, 1930
  - Barymactra Cossmann in Cossmann & Peyrot, 1909
  - Coelomactra Dall, 1895
  - Crassula Marwick, 1948
  - Cyclomactra Dall, 1895
  - †Cymbophora Gabb, 1869 (Oberkreide)[5]
  - Darcinia Clark & Durham, 1946 (Eozän)[5]
  - Darina Gray, 1853
  - Diaphoromactra Iredale, 1930
  - Eastonia Gray, 1853
  - Geltena Stephenson in Vokes, 1946 (Oberkreide)[5]
  - Harvella Gray, 1853
  - Heterocardia Deshayes, 1855
  - Leptospisula Dall, 1895
  - Lutraria Lamarck, 1799
    - Lutraria angustior Philippi, 1844
    - Ottermuschel (Lutraria lutraria (Linnaeus, 1758))
    - Längliche Ottermuschel (Lutraria magna (da Costa, 1778))

  - Mactra Linnaeus, 1767
    - Strahlenkörbchen (Mactra stultorum)
    - Mactra glabrata (Linnaeus, 1767)
    - Mactra glauca Born, 1778
    - Mactra lilacea Lamarck, 1818
    - Mactra olorina Philippi, 1846

  - Mactrellona Marks, 1915
  - Mactrinula Gray, 1853
  - Mactromeris Conrad, 1868
  - Mactrotoma Dall, 1894
  - Maorimactra Finlay, 1928
  - Meropesta Iredale, 1929
  - Mulinia Gray, 1837
  - Mulinoides Olsson, 1944 (Oberkreide)[5]
  - Oxyperas Mörch, 1853
  - Pricomactra Stephenson, 1952 (Oberkreide)[5]
  - Pseudocardium Gabb, 1866
  - Pteropsella Vokes, 1856
  - Raeta Gray, 1853
  - Rangia Desmoulins, 1832
    - Brackwasser-Trogmuschel (Rangia cuneata (GB Sowerby I, 1832))

  - Resania Gray, 1853
  - Rugosoyperas Habe, 1977
  - Scalpomactra Finlay in Marwick, 1928
  - Scissodesma Gray, 1837
    - Scissodesma spengleri (Linnaeus, 1767)

  - Simomactra Dall, 1894
  - Spisula Gray, 1837
    - Elliptische Trogmuschel (Spisula elliptica (Brown, 1827))
    - Dickschalige Trogmuschel (Spisula solida (Linnaeus, 1758))
    - Spisula solidissima (Dillwyn, 1817)
    - Gedrungene Trogmuschel (Spisula subtruncata (da Costa, 1778))

  - Standella Gray, 1853
  - Tanysiphon Benson, 1858
  - Tresus Gray, 1853
  - Trinitasia Maury, 1928
  - Tumbeziconcha Pilsbry & Olsson, 1935
  - Zenatia Gray, 1853
  - Zenatina Gill & Darragh, 1963

MolluscaBase gibt keine Gliederung der Gattungen in die Unterfamilien an. Einige der obigen Gattung (z. B. Mactra) wurden in eine Vielzahl von Untergattungen aufgesplittet. Sie sind hier analog dem Vorgehen der MolluscaBase nicht berücksichtigt.

## Belege